# 原田信男
原田 信男（はらだ のぶお、1949年10月-　）は、日本の生活文化史学者、国士舘大学教授。専攻は中世史、食文化史。

## 来歴・人物
栃木県宇都宮市生まれ。1974年明治大学文学部卒業。83年同大学院博士後期課程単位取得満期退学。札幌大学女子短期大学部助教授、89年『江戸の料理史』でサントリー学芸賞受賞、95年『歴史のなかの米と肉』で小泉八雲賞受賞。ウィーン大学客員教授、国際日本文化研究センター客員教授、放送大学客員教授、2002年国士舘大学21世紀アジア学部教授。
1998年　明治大学より史学博士。論文の題は「中世村落の景観と生活 -関東平野東部を中心として」。

## 著書
- 『江戸の料理史 料理本と料理文化』1989 (中公新書)
- 『歴史のなかの米と肉 食物と天皇・差別』1993 (平凡社選書)　のちライブラリー
- 『木の実とハンバーガー 日本食生活史の試み』日本放送出版協会(NHKブックス) 1995「日本人はなにを食べてきたか」角川文庫
- 『中世村落の景観と生活 関東平野東部を中心として』思文閣出版 1999
- 『江戸の食生活』岩波書店 2003  のち現代文庫
- 『和食と日本文化 日本料理の社会史』小学館 2005　 『和食とはなにか 旨みの文化をさぐる』角川ソフィア文庫 2014
- 『コメを選んだ日本の歴史』2006 (文春新書)
- 『中世の村のかたちと暮らし』2008 角川選書
- 『食べるって何? 食育の原点』2008 ちくまプリマー新書)
- 『食をうたう 詩歌にみる人生の味わい』2008 岩波書店
- 『なぜ生命は捧げられるか 日本の動物供犠』御茶の水書房 2012
- 『日本の食はどう変わってきたか 神の食事から魚肉ソーセージまで』角川選書 2014
- 『神と肉 日本の動物供犠』平凡社新書 2014
- 『和食の歴史（和食文化ブックレット5）』思文閣出版 2016
- 『義経伝説と為朝伝説 日本史の北と南』岩波書店 2017

### 編著
- 『食と大地』 ドメス出版(食の文化フォーラム) 2003
- 『江戸の料理と食生活 日本ビジュアル生活史』 小学館 2004
- 『日本の食文化』放送大学 2004
- 『地域開発と村落景観の歴史的展開 多摩川中流域を中心に』編 思文閣出版 2011
- 『江戸の食文化 和食の発展とその背景』編 小学館 2014

### 共編著
- （白幡洋三郎、錦仁）『都市歴史博覧 都市文化のなりたち・しくみ・たのしみ』笠間書院 2011
- 『焼畑の環境学 いま焼畑とは』鞍田崇共編 佐藤洋一郎監修 思文閣出版 地球研ライブラリー 2011
- 『捧げられる生命 沖縄の動物供犠』前城直子,宮平盛晃共著 御茶の水書房 2012

### 翻訳・校訂
- 何必醇他『料理百珍集』（校註）八坂書房(生活の古典双書) 1980
- 博望子『料理山海郷 江戸時代の珍味佳肴を知る』教育社新書 原本現代訳 1988／ちくま学芸文庫 2025
- ハインリヒ・フォン・シーボルト『小シーボルト蝦夷見聞記』ハラルド・スバンシチ,ヨーゼフ・クライナー共訳 平凡社東洋文庫 1996
- 博望子『小粋なレシピ59 江戸の名著料理山海卿・料理珍味集より』奥村彪生共編著 ニュートンプレス 2003
- 新井白石『蝦夷志 南島志』校注 平凡社東洋文庫 2015